# Białobrzeski
Białobrzeski là một huyện thuộc tỉnh Mazowieckie của Ba Lan. Huyện có diện tích 639 km². Đến ngày 1 tháng 1 năm 2011, dân số của huyện là 33706 người và mật độ 53 người/km².